# Abbott Motor Company

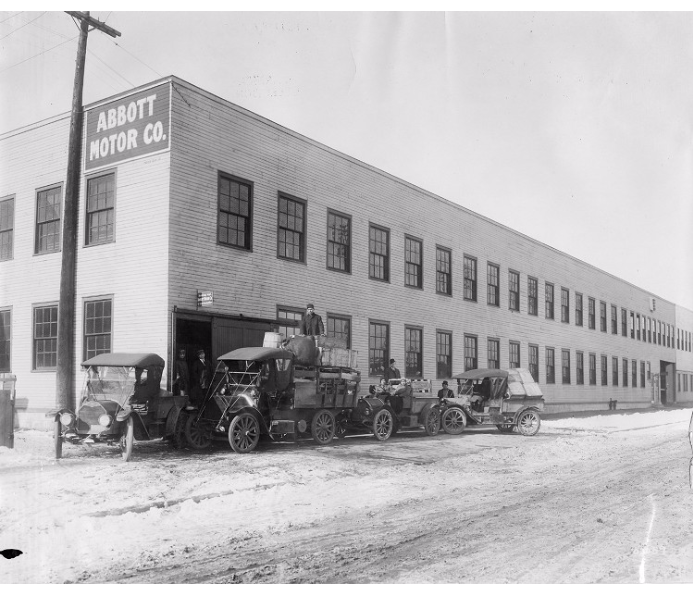
Fábrica da Abbot Motor 1912

A Abbott Motor Company fabricou automóveis de luxo para o mercado americano entre 1909 e 1919.
A empresa foi considerada bem concebida e muito poderosa, utilizava motores Continental em seus automóveis.
Os veículos da marca eram garantidos por toda a vida em 1913, quando foi introduzido como padrão automobilístico a partida elétrica e luzes nos veículos.